# Copocercia
Copocercia là một chi bướm đêm trong họ Gelechiidae.